# 公路旅行

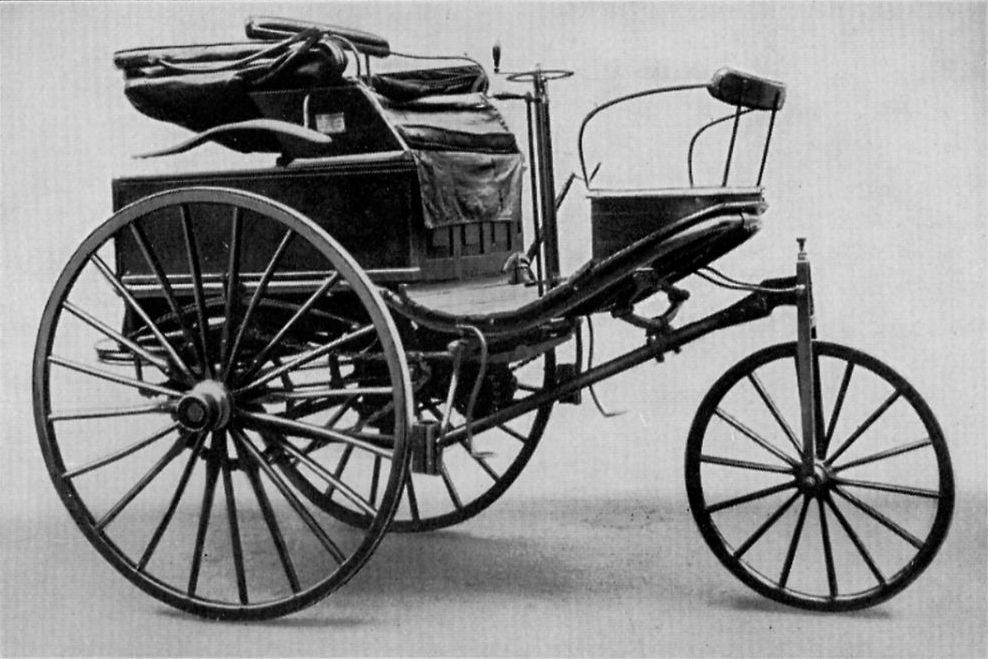
公路旅行也能用機動車輛

公路旅行（英語：Road Trip，俗稱：自駕遊）是指沿著公路行駛，通常是駕車或騎車，跨越一段長距離的旅行方式。駕駛着開篷小跑車在法國蔚藍海岸，由一個市鎮到另一個市鎮，享受着沿途的景致，是不少人對公路旅行的刻板印象。在美國，公路旅行亦可以是父母駕駛着露營車，帶着他們的小孩，從城市出發，到郊野的旅程。
這種旅行方式通常需要花費幾天到幾個星期的時間，人們會停留在各種不同的地方，觀察風景，探索城市，體驗當地的文化和飲食。
公路旅行和自助旅遊不同的地方，在於遊客放棄使用公共交通工具而親自駕駛車輛進行遊覽。不管是一個人還是一群人各自駕一輛車，都可以隨心隨意進行一趟漫遊世界的旅程。
自駕遊的車輛可以是在當地租用，也可以是遊客自己的車輛由自己的國家跨境駛進當地。由於各地的交通規則（例如道路通行方向）和駕駛習慣有異，故自駕遊所引發的交通事故較正常為多。
在公路旅行中，人們通常會預先計劃好路線和停留點，以便在旅途中更有效地利用時間和金錢。而在這種旅行方式中，人們通常會經過各種不同的地形，如山脈、沙漠、海灘、城市等等，這使得這種旅行方式充滿了刺激和冒險。
為了進行公路旅行，人們通常需要備齊足夠的油錢、膳食、住宿和旅行用品等。在這種旅行方式中，需要注意交通安全和駕駛技能，以避免交通事故的發生。
公路旅行是一個非常有趣和獨特的旅行方式，它可以讓人們體驗到不同的文化和風景，同時也可以滿足人們的探險精神和冒險精神。

## 歷史
世界上第一次有記錄的汽車長途旅行發生在1888年8月的德國，當時第一輛專利汽車（奔馳專利電機車1號）的發明者卡爾·本茨的妻子貝爾塔·本茨駕駛第三輛實驗性奔馳汽車從曼海姆一直開到普福爾茨海姆，然後返回。不過此次公路旅行貝爾塔·本茨沒有得到她丈夫的同意，其丈夫也不知情。